# Acaca
Acaca is een geslacht van hooiwagens uit de familie Assamiidae. De wetenschappelijke naam Acaca is voor het eerst geldig gepubliceerd door Roewer in 1935.

## Soorten
Acaca omvat de volgende 2 soorten:
- Acaca albatra
- Acaca liobuniformis